# Кулска пећина
Кулска Пећина је врелска пећина и налази се код града Сврљига.

## Положај пећине и околина
Кулска пећина се налази под једном од старих кула средњовековног града Сврљига, у клисури Сврљишког Тимока, око 1,5 км низводно од њеног почетка и села Нишевца. Пећина је издубљена при врху вертикалне литице најистуренијег кречњачког остењака, који доминира над међуречјем Сврљишког Тимока и његове леве притоке Беле реке. Клисура већ у овом делу има одлике кањона, дубине 350-450 м, усечене у масиве и банковите баремске и отривске кречњаке, између Богданице (809 м) на истоку и Малог врха (667 м) на западу. Одавде клисура Сврљишког Тимока пресеца висок кречњачки плато, дубоко скаршћен и безводан, и одваја Девицу на западу од Тресибабе на истоку.
Улаз у Кулску пећину под старим градом Сврљигом лежи на висини од 510 м, односно на 180 м изнад корита Сврљишког Тимока. Једноставан пећински канал дугачак је око 80 м.

## Изглед и особине пећине
Тешко је приступачан улаз у пећину и широк је 3,5 м, а висок 9 м. Образован је на једној од вертикалних пукотина и има изглед процепа. Једноставан ходних пећине почиње омањим ерозивним проширењем, које и задржава саму висину улаза. Иза дворанице ходник се нагло сужава и није шири од 2 до 3 м. Међутим висна му се не смањује па због тога има изглед подземног кањона. Само дно пећине је каменито и континуелно је нагнуто према улазу, односно према клисури Сврљишког Тимока.
Друго проширење почиње на око 15 м од улаза и из њега полази мањи затворен канал. Ходник пећине се на даље благо пење, стране су му угланчане, а дно је покривено блоковима. Код првог лактастог сужења таваница ходника је висока, те има изглед торња катедрале. Ходник на даље задржава ширину од 1 до 3 м; највећа висина не прелази 5 м. У завршном делу пећина се рачва у два непроходна канала, а таваницу разбијају две катедрале. На целој дужини пећински ходник прати изразита пукотина правца југоисоток-северозапад. Континуелан нагиб према улазу поремећен је завршном делу пећине, где се на кратким растојањима јављају и супротни падови.
Кулска пећина припада типу једностраних сувих пећина. У њој се јављају краткотрајне прокапне воде, и то првенствено дуж главне пукотине. У пећини нема накита, изузимајући мање калцитне преливе и зачетке завеса у завршном делу ходника.

## Постанак и значај пећине
Својим положајем и нагибом ходника, као и угланчаним странама и дном, Кулска пећина је типична врелска пећина створена дуж раседа. У њеном се залеђу јавља пространа крашка и безводна површ, у којој се само једним делом одржао површински ток Беле реке. Пећина управо представља део старог понорског система који је разорен усецањем клисуре Тимока и Беле реке. О томе сведоче отври многих делова пећине на странама кањона.

## Накит у пећини
У пећини се налазе калцитни преливи и зачеци завеса. Преливи настају када се водонепропусна баријера нађе на путу кретања изданске воде. Тада вода мења правац кретања и условљава преливање воде на површину терена. Извори се налазе високо према горњој површини издана да се из њих прелива само њен највиши део, док највећи део изданске воде остаје у подземном колектору. Архивирано на веб-сајту  (16. мај 2018) Калцитни преливи представљају омање базене испуњене таквом водом који су природно ограђени и самим тим не могу доћи у контакт са другим накитом у пећини или у додир са људима. Завесе у пећини су у самим зачецима те се слабо о њима може и говорити. Завесе представљају посебан облик пећинског накита који даје пећинама изглед који их издваја у односу на све друге. Пећина не поседује сталактите и сталагмите.